# 格兰特·舒伯特
格兰特·舒伯特（英語：Grant Schubert，1980年8月1日—），澳大利亚前男子曲棍球运动员。他曾代表澳大利亚国家队参加2004年和2008年夏季奥林匹克运动会曲棍球比赛，获得一枚金牌和一枚铜牌。